# 뱀부 에어웨이스
뱀부 에어웨이스(영어: Bamboo Airways)는 베트남의 리조트 및 골프장 부동산 개발 회사인 FLC 그룹이 설립한 하이브리드 항공사이다.
베트남의 리조트 및 골프장 부동산 개발 업체인 FLC 그룹은 2017년 3,120만 달러(약 348억원)를 투자해 저가 항공사 뱀부 에어웨이스를 설립, 항공 시장에 본격적으로 진출했다. 뱀부 에어웨이스는 현재 운항 허가를 기다리고 있으며, 2018년 10월 1일부터 정식 운영할 예정이다.
FLC 그룹은 인프라 시설, 특히 꾸이년에서 뇬호이(Nhon Hoi) 경제 구역에 이르는 약 35km 길이의 도로 건설에 약 1,000억 동의 자본을 투자했다. 또한 동허이 공항을 국제공항으로 승격시켜 뱀부 에어웨이스의 전략을 충족시키는 것에 동의했다. 꽝빈 인민위원회는 동허이 공항을 공공 PPP 파트너 형태로 국제 공항으로 업그레이드하는데 투자하기로 합의했다.
뱀부 에어웨이스는 우선 틈새 시장에 초점을 맞춘다. 주로 FLC 리조트가 있는 베트남의 신흥 관광지로 가는 국제선 및 국내선에 집중한다. 취항 초기에는, 꽝닌성, 하이퐁, 타인호아성, 꾸이년, 동허이 및 냐짱 등에 국내 노선을 운영할 계획이다. 국제 노선의 경우 베트남 북동부 지역, 특히 일본, 한국, 중국, 싱가포르, 태국, 홍콩, 타이완과 같은 동북아시아 지역에서 네트워크를 개설 중이다. 운항 첫해인 2019년 뱀부항공이 사업시작 첫해 세전이익 3030억 동(151억5000만 원)의 실적을 기록했다. 2020년에는 운항노선을 국제선 25개 등 모두 85개로 늘려 베트남 항공운송시장 점유율을 30%까지 확대하고 오는 2025년까지 비행기를 모두 100대로 늘려 연간 운송승객 5000만 명 목표를 세워놓고 있다. 또한 2분기 호치민증권거래소(HoSE)에 상장할 예정이다.

## 운항 노선
- 2020년 1월 현재 뱀부 에어웨이스는 다음과 같은 노선을 운항하고 있다.

## 보유 기종
- 베트남 FLC그룹의 뱀부 에어웨이스는 2018년 3월 26일에 보잉 787-9 드림라이너 항공기 20대를 구매했다. 거래 규모는 56억 달러(약 6조 3,000억원)에 이르는 것으로 알려졌다.[5] 2018년 6월에 중순 항공기 구매를 위한 대금을 납부했으며, 보잉은 오는 2019년 12월부터 2021년까지 항공기를 인도할 예정이다.[6][7]

### 현재 보유 중인 기종
- 2020년 5월 기준으로, 뱀부 에어웨이스는 다음과 같이 보유 하고 있다.[8][9]

## 사진

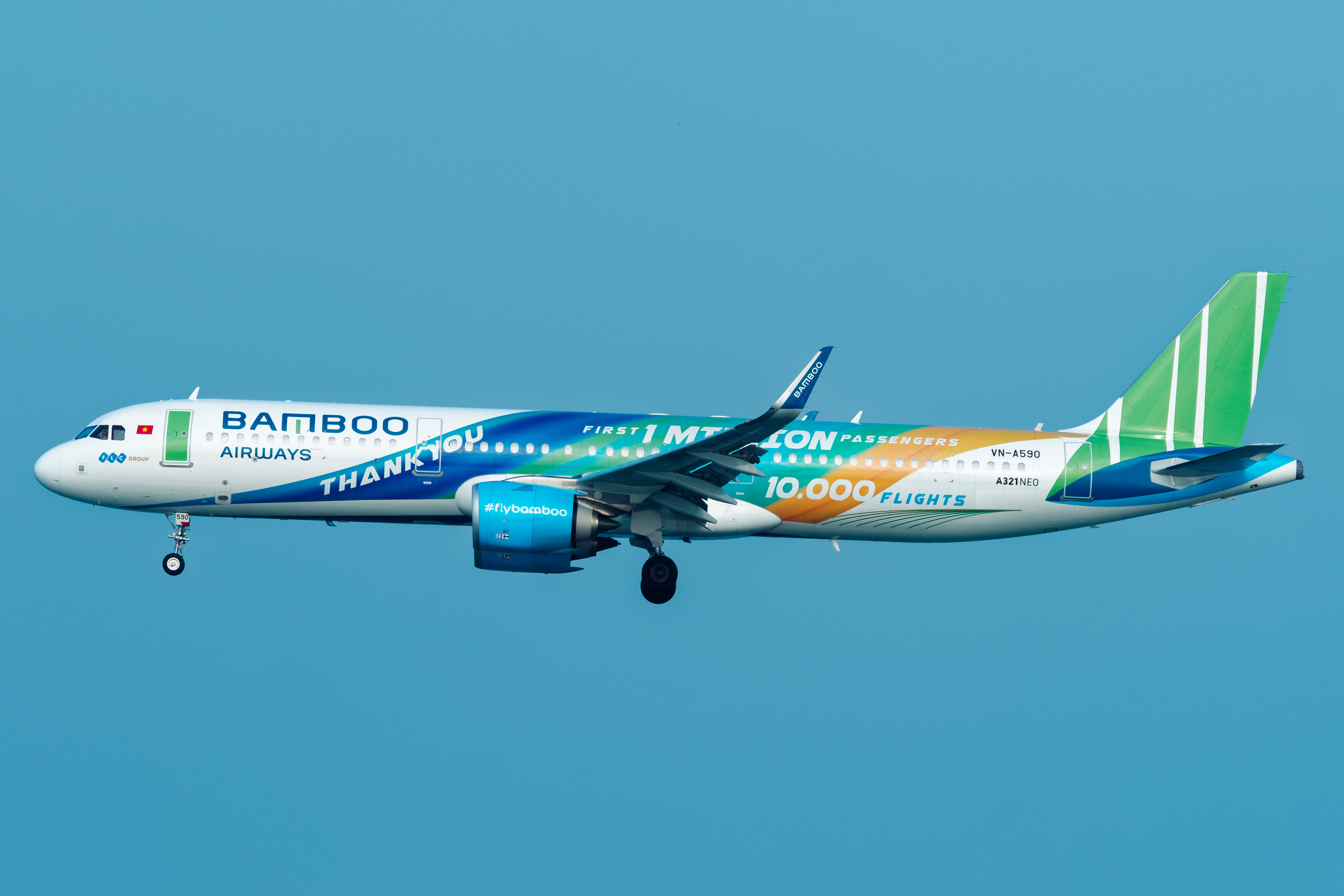
뱀부 에어웨이스의 에어버스 A321NEO

## 같이 보기
- 베트남의 교통